# 西村松駅
西村松駅（にしむらまつえき）は、新潟県中蒲原郡村松町（現、五泉市）にあった蒲原鉄道（蒲原鉄道線）の駅である。

## 歴史
- 1930年（昭和5年）7月22日：東加茂 - 村松間 (15.2 km) 延伸開業と同時に開業。
- 1985年（昭和60年）4月1日：加茂 - 村松間の廃線により廃駅となる。

## 駅構造
単式ホーム1面1線を有する地上駅で無人駅、小さい待合室を有しており待合室からホームに沿って伸びている木造の屋根が印象的な構造だった。

## 跡地
現在は国道に整備されており痕跡は残っておらず、駅が建っていた場所は一般住宅になっている。

## 隣の駅
蒲原鉄道
蒲原鉄道線
寺田駅 - 西村松駅 - 村松駅